# Linda Stibler

Linda Stibler (1984)

Linda Stibler (geboren am 9. August 1938 in Basel; gestorben am 24. Februar 2024) war eine Schweizer Journalistin, Autorin und Politikerin (SP).

## Leben

### Ausbildung und berufliches Wirken
Stibler besuchte die Schulen in Basel. Weitere Stationen ihrer Ausbildung waren ein Aufenthalt in der Romandie, die Kunstgewerbeschule und die Handelsschule. Anschliessend machte sie eine Berufsausbildung zur Telexistin und zur Telegraphistin. Später arbeitete sie als Sekretariatsaushilfe bei der National-Zeitung, bei der sie schliesslich Redaktorin wurde. 1976 wurde sie Mitglied der Redaktion der Basler Arbeiterzeitung. Sie war damit Teil des ersten Redaktionskollektivs der Zeitung, die zuvor von Chefredaktoren verantwortet wurde. Ab 1981 arbeitete sie als freie Journalistin für verschiedene Medien, auch für Radio DRS. Von 1988 bis 1991 machte sie eine Ausbildung zur Erwachsenenbildnerin. Danach gab sie Kurse an der Volkshochschule beider Basel und arbeitete dort beim Aufbau der Abteilung Aus- und Weiterbildung in Erwachsenenbildung mit.
Neben zahlreichen journalistischen Buchbeiträgen publizierte Stibler 2006 nach ihrer Pensionierung den Roman Das Geburtsverhör. 2013 folgte ein Erzählband mit Alltagsgeschichten.

### Politik
Stibler setzte sich früh für Umweltschutzanliegen und gegen Atomwaffen ein. Sie gehörte auch der Vereinigung für das Frauenstimmrecht an. Der SP trat sie jedoch erst 1971 bei. Bei den Wahlen 1979 kandidierte sie erfolglos für den Nationalrat. 1981 wurde sie Vizepräsidentin der SP Basel-Stadt. Bei den Regierungsratswahlen 1984 war sie eine von drei Kandidaten der SP, die nach der Abspaltung der Demokratisch-Sozialen Partei (DSP) nicht mehr in der Regierung vertreten war. Sie konnte sich jedoch im zweiten Wahlgang nicht durchsetzen, während ihren Parteikollegen Mathias Feldges und Remo Gysin die Wahl gelang.
Linda Stibler vertrat die SP-BS während vielen Jahren im damals noch gewichtigen Erziehungsrat. Sie setzte sich für eine Schulreform zugunsten jener Jugendlichen ein, die von zu Hause aus weniger Bildungschancen hatten. Das tat sie später auch im Denknetz, einem von Gewerkschaften und linken Parteien gegründeten Think Tank.
Linda Stibler war auch Gründungsmitglied der Basler Arbeitsgemeinschaft zum Schutz von Natur und Umwelt (BASNU) sowie Mitbegründerin der Schweizer Journalisten-Union (SJU).

### Privatleben
Stibler hat 1959 geheiratet. Sie hatte zwei Söhne.

## Publikationen
- Linda Stibler: Wenn Geld Zeit wäre und andere Milchmädchenrechnungen. eFeF, Wettingen 2013, ISBN 978-3-905561-97-5.
- Linda Stibler: Das Geburtsverhör; Roman. eFeF-Verlag, Bern 2006, ISBN 978-3-905561-71-5.
- Renee Roux, Linda Stibler, Ginevra Signer, Barbara Weyermann, Markus Mugglin, Lukas Vogel: Im Windschatten der Apartheid; Schweizer Firmen und schwarze Arbeiterschaft in Südafrika. Limmat Verlag, Zürich 1990, ISBN 3-85791-165-4.
- Linda Stibler: (Co-Herausgeberin und Autorin): Verpasste Gelegenheit oder genutzte Chance?, Überlegungen zum Brunner-Effekt in Der Brunner-Effekt, Limmat Verlag, 1993, Zürich, ISBN 3 85791 221 9
- Linda Stibler: Fünfzig Jahre nach 1968 – ein Jubiläum? In: Basler Stadtbuch 2018
- Linda Stibler: Kaiseraugst sei Dank In: Verein Geschichte der Basler Sozialdemokratie (Hrsg.): 125 Jahre Basler Sozialdemokratie, Ein Lesebuch, Muttenz/Basel 2016, S. 217-220, ISBN 978-3-033-05470-7